# Квальфосс, Эйрик
Эйрик Квальфосс (норв. Eirik Kvalfoss; род. 25 декабря 1959, Восс, Хордаланн) — норвежский биатлонист, олимпийский чемпион 1984 года в спринте, серебряный (в эстафете) и бронзовый (в индивидуальной гонке) призёр тех игр. Трёхкратный чемпион мира (1982, 1983, 1989). Обладатель Кубка мира по биатлону 1988/89.
Был женат на норвежской лыжнице и биатлонистке Грете Ингеборг Нюккельмо.
Личных подиумов - 37 ( x 14 +  x 10 +  x 13)